# Josip Iličić
Josip Iličić (AFI: [jǒsip ǐlitʃitɕ]; Prijedor, 29 gennaio 1988) è un calciatore bosniaco naturalizzato sloveno di etnia croata, centrocampista o attaccante del Koper e della nazionale slovena.

## Biografia
È nato a Prijedor, città della Bosnia ed Erzegovina a maggioranza serba, in una famiglia di etnia croata. Il padre è stato ucciso nel 1989 da un vicino di origine serba e, in seguito all'accaduto, la sua famiglia si è trasferita in Slovenia, vivendo come profughi di guerra. In virtù delle sue origini, possiede il passaporto croato.

## Caratteristiche tecniche
Mancino naturale, può giocare come esterno sinistro o destro di un centrocampo in linea o nel 4-2-3-1, oppure come trequartista nei moduli 4-3-2-1 e 4-3-1-2. Bortolo Mutti, suo allenatore al Palermo, ha invece detto di lui che «il 4-3-3 è il modulo perfetto per le sue caratteristiche, perché partendo da destra e accentrandosi andando a cercare la conclusione mancina potrebbe trovare la porta con molta facilità.» posizionandosi quindi come ala destra. All'occorrenza può giocare anche come interno di centrocampo anche se non è il suo ruolo preferito.
È abile nel tiro (eseguito quasi esclusivamente con il piede sinistro), nel dribbling (in cui la sua miglior finta è quella di tacco), nella rifinitura ed è dotato di forza fisica, personalità e naturalezza. Freddo sotto porta, è anche abile nel fornire assist e nell'impostazione del gioco. La sua carriera è stata condizionata anche dall'incostanza nel rendimento, dovuta ad una serie di sfortunate vicende personali.

## Carriera

### Club

#### Inizi e Interblock Ljubljana
Inizia a giocare nelle giovanili di Triglav e Britof, passando poi al Bonifika, società che successivamente si è sciolta. Successivamente passa all'Interblock, sotto la guida di Alberto Bigon nella prima stagione. Esordisce con questa squadra il 9 agosto 2008 alla quarta giornata di campionato contro il Rudar Velenje, entrando all'81' della partita persa per 2-0 al posto di Martin Pregelj. La prima rete arriva alla 23ª giornata, nella partita vinta per 3-2 contro il Drava Ptuj, dove segna all'87' il gol del momentaneo 3-1 dopo esser subentrato a partita in corso, facendo l'ingresso in campo al 65' prendendo il posto di Amer Jukan. Chiude la prima stagione all'Interblock Ljubljana con 27 presenze e 9 reti in campionato (da segnalare la tripletta alla 34ª giornata, nel pareggio per 3-3 contro il Nafta Lendava) e 4 presenze e una rete nella Coppa di Slovenia.
Nella stagione 2009-2010 gioca 28 partite in campionato segnando 3 gol (più le due partite dello spareggio salvezza-promozione, che ha visto la sua squadra uscire sconfitta, contro il Triglav Kranj), 3 partite con una rete all'attivo in Coppa di Slovenia,(una partita agli ottavi dove va in gol contro l'Odranci 0-2 e le 2 gare ai quarti contro il Nafta Lendava) e il doppio confronto nel terzo turno preliminare di Europa League perso con un totale di 5-0 contro gli ucraini del Metalurh Donec'k, che gli hanno valso l'esordio in competizioni internazionali per club. Dal 2008 al 2010, con tale squadra, segna 12 reti in 55 presenze di campionato (14 reti in 66 partite considerando tutte le competizioni) rendendosi autore di ottime prestazioni. A causa della crisi economica della società, il cui presidente gestisce alcuni casinò in società con un imprenditore australiano, la squadra inizia a giocare male, con successivo ridimensionamento degli ingaggi ai giocatori e abbassamento dell'età media; l'epilogo è la retrocessione nella seconda serie.

#### Maribor
La sua cessione al Maribor rientra pertanto in questa strategia: Zlatko Zahovič, direttore sportivo del Maribor e amico del presidente dell'Interblock, lo acquista nell'estate del 2010 per 80 000 euro.
Esordisce con la nuova maglia il 15 luglio 2010 nel ritorno del secondo turno preliminare di Europa League, pareggiato per 1-1 in trasferta contro gli ungheresi del Fehérvár, entrando al 71' al posto di Dejan Mezga. Segna le prime reti con il Maribor realizzando una doppietta nell'andata del terzo turno preliminare di Europa League vinta per 3-0 contro gli scozzesi dell'Hibernian; il primo e unico gol in campionato, invece, lo mette a segno alla quinta giornata di campionato, in Maribor-Celje (2-0), segnando la prima rete della partita al 9'. Si è fatto conoscere a livello internazionale dopo la partita di andata dei play-off di Europa League contro gli italiani del Palermo (sconfitta per 3-0), giocando un'ottima partita allo Stadio Renzo Barbera; nella gara di ritorno vinta per 3-2, al suo gol del parziale 2-0 non ha esultato, conscio del fatto di trasferirsi di lì a poco proprio al Palermo.
Con il Maribor – che a fine stagione vince il campionato – ha dunque collezionato 11 presenze (5 in campionato e 6 in Europa League) con 4 reti all'attivo (una in campionato e 3 in Europa League) nei pochi giorni che è rimasto in squadra.

#### Palermo
Il 27 agosto 2010, il Maribor comunica di aver ceduto il giocatore al Palermo insieme ad Armin Bačinović; la squadra italiana che il giorno precedente l'aveva eliminata dall'Europa League, annunciandone l'ingaggio nella giornata successiva e formalizzando il trasferimento il 31 agosto, ultimo giorno di calciomercato; il suo cartellino è stato pagato 2,2 milioni di euro, e il suo compagno in maglia Maribor, Armin Bačinović, lo segue nella nuova esperienza.
L'esordio in maglia rosanero e nel campionato italiano, avviene alla prima partita utile, ovvero il 12 settembre 2010, nella seconda giornata di campionato, che ha visto il Palermo perdere per 3-2 in casa del Brescia; Iličič è subentrato a Giulio Migliaccio al 76', ben figurando. Nella giornata successiva gioca per la prima volta da titolare, e segna il primo gol contro l'Inter sfida persa 2-1; all'81' viene sostituito da Mauricio Pinilla. Arrivato a 4 gol in 6 partite disputate, lui stesso si è meravigliato della continuità trovata. Con Delio Rossi viene schierato come trequartista nel 4-3-2-1, mentre dopo l'avvicendamento in panchina con il seguente arrivo di Serse Cosmi, viene utilizzato come centrocampista interno nel 3-5-2. Dopo il ritorno di Rossi torna al ruolo di inizio stagione, concludendo l'annata con 39 presenze e 8 gol, tutti in campionato; ha giocato tutte le 5 partite del Palermo in Coppa Italia persa in finale contro l'Inter (3-1). Il successivo 20 giugno, in occasione del rinnovo di contratto, viene inserita una clausola rescissoria da 20 milioni di euro.
Il 28 luglio 2011, in occasione della sfida di andata del terzo turno eliminatorio di Europa League allo Stadio Renzo Barbera contro gli svizzeri del Thun (2-2), realizza con un tiro da fuori area il suo primo gol in ambito internazionale alla sua prima apparizione con la maglia del Palermo in tale competizione; questo gol ha valso il momentaneo pareggio per 1-1. Gioca le due partite con la maglia n° 72 come nella stagione precedente, salvo poi cambiare numero passando alla casacca n° 27. Il 13 dicembre 2011, in Palermo-Siena (4-7 d.c.r.) valida per gli ottavi di finale di Coppa Italia, segna la prima tripletta in maglia rosanero e la seconda in carriera; è inoltre il primo calciatore della storia del Palermo ad aver fatto tre gol nella coppa nazionale. Termina la stagione anzitempo per una contusione al piede sinistro accusata nella 36ª giornata contro il Napoli, mettendo a referto 33 presenze e 2 reti (contro Bologna, 11ª giornata, e Fiorentina, 13ª giornata) in campionato, oltre alle prestazioni nelle coppe; le 36 presenze stagionali lo rendono il giocatore più utilizzato fra tutti quelli presenti nella rosa. Gioca titolare sia con Devis Mangia che con Bortolo Mutti, dopo le due partite di Europa League agli ordini di Stefano Pioli. Con il primo tecnico, fautore del 4-4-2, viene schierato esterno sinistro come ai tempi del Maribor, mentre col secondo allenatore gioca come trequartista.
Comincia la stagione 2012-2013 con un gol alla Cremonese nel terzo turno di Coppa Italia (3-1 il finale), poi salta la prima gara di campionato per infortunio. Nella seconda giornata contro la Lazio (0-3) indossa per la prima volta la fascia di capitano dopo l'uscita dal campo di Fabrizio Miccoli. Il 24 novembre seguente realizza una doppietta nel derby contro il Catania della 14ª giornata vinto per 3-1. Sotto la breve guida tecnica di Giuseppe Sannino di inizio stagione è stato schierato come seconda punta. In Parma-Palermo (2-1) della 19ª giornata, disputata il 6 gennaio 2013, è stato capitano della squadra per la prima volta dall'inizio; in particolare segna per cinque partite consecutive, dalla 30ª alla 34ª giornata, periodo nel quale giocava affetto da pubalgia ma che comunque risultava essere uno dei giocatori più in forma della squadra. A tal proposito non viene convocato per le ultime due partite della stagione, chiudendo anzitempo la stagione con la retrocessione, sancita il 12 maggio 2013 dalla sconfitta esterna per 1-0 contro la Fiorentina della 37ª giornata. Le 11 reti segnate lo rendono inoltre il principale marcatore della squadra.
Non viene convocato per il ritiro estivo in vista della stagione 2013-2014, lasciando il Palermo alcuni giorni dopo a seguito di 98 presenze in campionato, 7 in Coppa Italia e 2 in ambito internazionale, con 25 reti complessive. Considerato uno dei maggiori talenti scoperti dai siciliani durante l'era di Maurizio Zamparini, è sempre rimasto molto legato alla società rosanero, tanto che il 26 agosto 2019 partecipa (unico tra i giocatori ancora in attività) all'amichevole disputata allo Stadio Renzo Barbera dalle “Vecchie Glorie Rosanero” (una rosa composta interamente da calciatori ritirati che già avevano militato nel Palermo), per celebrare la rinascita del club costretto ripartire dalla Serie D 2019-2020, dopo il fallimento.

#### Fiorentina
Il 1º agosto 2013 si trasferisce a titolo definitivo alla Fiorentina per 9 milioni di euro (pagabili in tre anni) più eventuali bonus; sul suo cartellino viene posta una clausola rescissoria da 25 milioni di euro.
Esordisce in maglia viola il 26 agosto seguente, nella partita della prima giornata di campionato vinta per 2-1 sul Catania, entrando in campo al 66' al posto di Giuseppe Rossi. Gran parte del girone d'andata è condizionato da un infortunio che ne limita le prestazioni. Segna il suo primo gol in maglia viola il 15 dicembre 2013, nella gara della 16ª giornata Fiorentina-Bologna (3-0). Conclude la sua prima stagione in viola con 3 gol in 21 partite in campionato, 2 presenze e una rete in Coppa Italia e 8 presenze con 2 reti in Europa League (1 presenza nei play-off).
La stagione 2014-2015 è a due facce: dopo un girone d'andata dove la critica lo aveva messo nel mirino e la società sul mercato di gennaio, la seconda parte è di tutt'altro livello. Alla fine realizza un totale di 8 gol in campionato in 25 presenze, di cui 4 nelle ultime 4 giornate di campionato, tra i quali una doppietta ai danni dell'Empoli e un goal allo Stadio Renzo Barbera contro il Palermo commuovendosi tra gli applausi del suo ex pubblico. Registra inoltre anche 2 presenze in Coppa Italia e 7 (2) nell'Europa League. Chiude la stagione rimarcando il suo feeling con la città dopo i fischi del girone d'andata.
Rimasto in viola nel mercato estivo anche su indicazione del nuovo allenatore Paulo Sousa, il 23 agosto 2015 esordisce alla prima partita di campionato contro il Milan siglando il definitivo 2-0 a favore dei viola su un calcio di rigore da lui stesso procurato. Realizza una doppietta in Europa League nella vittoriosa trasferta (2-0) contro il Lech Poznań nel girone di qualificazione, la seconda a livello internazionale dopo quella realizzata cinque anni prima con la maglia del Maribor. Il 6 gennaio realizza una doppietta al Palermo allo Stadio Renzo Barbera, e, sostituto al 60', esce, nuovamente, tra gli applausi del pubblico siciliano. La stagione 2015-16 è molto positiva dal punto di vista realizzativo (13 goal in 30 presenze), mentre la stagione 2016-17 è stata deludente.
Con la maglia della Fiorentina lo sloveno ha giocato 138 presenze, realizzando 37 goal e 18 assist.

#### Atalanta

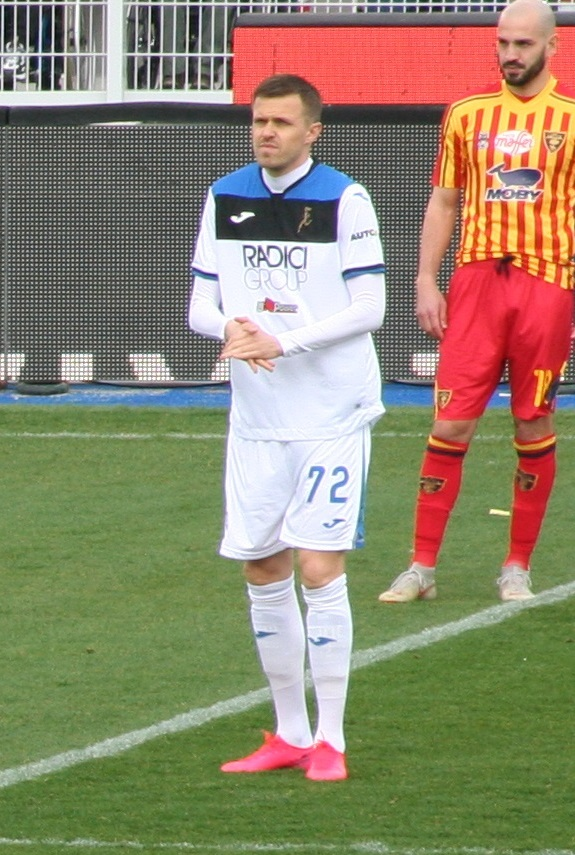
Iličić all'Atalanta nel 2020

Il 5 luglio 2017 viene ufficializzato il suo trasferimento all'Atalanta. Il 20 settembre 2017 sigla il suo primo gol in maglia nerazzurra, nella vittoria per 5-1 sul Crotone. Il 15 febbraio realizza, in occasione della gara d'andata dei sedicesimi di finale di Europa League, una doppietta al Westfalenstadion contro il Borussia Dortmund, senz'evitare la sconfitta ai bergamaschi (3-2), che sono stati poi eliminati a seguito del pareggio per 1-1 al ritorno. Il 18 marzo 2018 segna una tripletta nella vittoria per 5-0 in casa del Verona. Conclude la stagione 2017-2018 con 15 goal tra campionato (11) ed Europa League, rivelandosi uno dei giocatori più importanti della squadra di Gian Piero Gasperini, già suo allenatore a Palermo.
È costretto a saltare la prima parte della stagione 2018-2019 a causa di un'infezione batterica ai linfonodi del collo; il 21 ottobre 2018 realizza un'altra tripletta sempre a Verona, questa volta nella vittoria per 5-1 in casa del Chievo. Il 29 dicembre 2018, nell'ultima giornata del girone di andata, segna un'ulteriore tripletta nella partita esterna sul campo del Sassuolo vinta per 6-2: essendo entrato dalla panchina, diventa il terzo giocatore ad aver messo a referto tre gol da subentrato nella stessa partita, impresa in cui erano riusciti, prima di lui, Pietro Anastasi e Kevin-Prince Boateng e che, dopo di lui, avrebbero replicato anche Andreas Cornelius, Andrea Belotti e Lautaro Martinez, che ne segnerà addirittura 4. Con 13 gol e 9 assist complessivi, lo sloveno è uno dei protagonisti della storica stagione della Dea, che arriva fino alla finale di Coppa Italia e si qualifica per la prima volta alla Champions League. Il 15 maggio 2019 perde la terza finale di Coppa Italia della sua carriera, dopo quelle perse ai tempi del Palermo (2011) e della Fiorentina (2014).
Il 18 settembre successivo debutta in Champions League in occasione del match perso contro la Dinamo Zagabria (0-4). Chiude il 2019, dopo essere stato inserito nella "Squadra dell'anno" al Gran Galà del calcio AIC, con una doppietta nel 5-0 casalingo contro il Milan. Il 2020 inizia con un'altra doppietta nel 5-0 al Parma. Il 25 gennaio, in occasione della centesima presenza con gli orobici, realizza una tripletta (tra cui un goal su punizione da oltre 40 metri) contro il Torino nel 7-0 finale. Il 19 febbraio realizza la sua prima rete in UEFA Champions League, nella partita del Meazza contro il Valencia, valida per l'andata degli ottavi di finale e vinta per 4-1. Il 10 marzo, al Mestalla, in occasione della gara di ritorno vinta per 4-3, realizza la sua prima quaterna, diventando il quattordicesimo giocatore nella storia della massima competizione europea con la formula attuale (il quarto considerando le partite della fase a eliminazione diretta ed il primo limitandosi alle partite in trasferta della stessa fase a eliminazione diretta) ed il più anziano calciatore della competizione (32 anni e 41 giorni) a segnare più di tre gol in una partita. Alla ripresa del campionato dopo il lockdown dovuto alla pandemia di coronavirus, il giocatore non riesce a trovare continuità e brillantezza, causa problemi personali e psicologici, tornando in Slovenia assieme alla moglie e concludendo la stagione con 21 reti in 34 presenze, risultando comunque il miglior marcatore stagionale dei bergamaschi.
Ritorna a giocare, il 17 ottobre 2020, dopo tre mesi partendo dal primo minuto nella partita persa 4-1 contro il Napoli. A fine ottobre in un'intervista in Argentina il suo compagno di squadra, nonché capitano dell'Atalanta, Alejandro Gómez svela che il calciatore ebbe un periodo di depressione perché aveva contratto il coronavirus. Un mese dopo, riesce anche a trovare la via del gol, mettendo a segno il momentaneo 0-1 nella gara di Champions vinta contro il Liverpool ad Anfield. Tale goal è stato il cinquantesimo segnato dallo sloveno con la maglia nerazzurra e gli ha consentito di raggiungere Marino Magrin nella classifica dei marcatori all-time del club bergamasco. Durante il ritiro estivo in vista della stagione 2021-2022, lo sloveno sembra in procinto di cambiare squadra, finché, dopo un colloquio con il mister Gian Piero Gasperini, Josip decide di rimanere ancora a Bergamo, dove inizia la stagione segnando una doppietta sul campo dell'Empoli. Ilicic gioca anche in UEFA Champions League, realizzando la rete del provvisorio vantaggio nel match disputato in casa contro il Manchester Utd, arrivando così a quota 60 gol in maglia atalantina, ma un nuovo problema personale lo tiene lontano dai campi di gioco da dicembre 2021 fino all'ultima giornata, quando Gasperini lo fa entrare negli ultimi 10 minuti della stagione per poter salutare il pubblico di casa.
Il 31 agosto 2022 trova l'accordo con la società orobica per la risoluzione del contratto, lasciando la squadra nerazzurra dopo 172 partite, 60 reti e 44 assist.

#### Ritorno al Maribor e Koper
Il 5 ottobre 2022, dopo 12 anni, Iličić torna al Maribor, con cui firma un contratto triennale. Ritorna in campo il 6 novembre seguente, trasformando anche un rigore nel match di campionato vinto contro il NŠ Mura (5-1). Rimane in rosa anche nelle stagioni 2023-2024 e 2024-2025, terminando la sua seconda esperienza nel club sloveno con un bilancio di 78 presenze, 15 reti e 18 assist fra tutte le competizioni ufficiali.
Il 16 giugno 2025, viene annunciato il suo ingaggio da parte del Koper, sempre nella massima serie slovena, a partire dal 1° luglio seguente.

### Nazionale
Di fronte alla possibilità di giocare per la Croazia, ha dichiarato di voler rappresentare la Slovenia perché è quello il paese in cui ha sempre vissuto. Pertanto, dopo aver collezionato 5 presenze con la nazionale Under-21 slovena, ha esordito in nazionale maggiore l'11 agosto 2010 nell'amichevole vinta per 2-0 contro l'Australia, entrando al 68' al posto di Valter Birsa.
Gioca entrambe le partite di qualificazione all'Europeo 2012 disputate dalla Slovenia il 3 e 7 settembre contro Irlanda del Nord in casa e Serbia in trasferta. Nella prima partita (persa per 1-0) subentra ad Andraž Kirm al 74', mentre nella seconda (pareggiata per 1-1) subentra a Valter Birsa al 78'; a Cipro segna la sua prima rete in nazionale il 10 settembre 2013.
Negli anni successivi le convocazioni non sono stabili, tanto che nel corso del 2014 entra in crisi il suo rapporto con il tecnico Srečko Katanec. Complice il buon girone di ritorno con la maglia della Fiorentina, nella primavera 2015 torna a essere convocato anche se il rapporto con il tecnico oscilla tra alti e bassi.
Dopo un'assenza di due anni e mezzo torna tra i convocati della selezione slovena venendo inserito nella lista dei pre-convocati per Euro 2024; il 4 giugno 2024 torna a giocare per la Slovenia in occasione dell'amichevole casalinga contro l'Armenia, in cui realizza pure un gol, quello del 2-1 (la partita si concluderà proprio sul risultato di 2-1 in favore dei padroni di casa). Fa il suo debutto a Euro 2024 il 25 giugno nel finale dell'ultima partita del girone pareggiata per 0-0 con l'Inghilterra; si tratta anche del suo debutto assoluto in un campionato europeo all'età di 36 anni.

## Statistiche

### Presenze e reti nei club
Statistiche aggiornate al 17 agosto 2025.
| Stagione                    | Squadra                     | Campionato                  | Campionato | Campionato | Coppe nazionali | Coppe nazionali | Coppe nazionali | Coppe continentali | Coppe continentali | Coppe continentali | Altre coppe | Altre coppe | Altre coppe | Totale | Totale |
| Stagione                    | Squadra                     | Comp                        | Pres       | Reti       | Comp            | Pres            | Reti            | Comp               | Pres               | Reti               | Comp        | Pres        | Reti        | Pres   | Reti   |
| --------------------------- | --------------------------- | --------------------------- | ---------- | ---------- | --------------- | --------------- | --------------- | ------------------ | ------------------ | ------------------ | ----------- | ----------- | ----------- | ------ | ------ |
| 2007-2008                   | Bonifika                    | 2.SNL                       | 24         | 3          | -               | -               | -               | -                  | -                  | -                  | -           | -           | -           | 24     | 3      |
| 2008-2009                   | Interblock                  | 1.SNL                       | 27         | 9          | CS              | 4               | 1               | -                  | -                  | -                  | -           | -           | -           | 31     | 10     |
| 2009-2010                   | Interblock                  | 1.SNL                       | 28+2       | 3          | CS              | 2               | 1               | UEL                | 2                  | 0                  | -           | -           | -           | 34     | 4      |
| Totale Interblock Ljubljana | Totale Interblock Ljubljana | Totale Interblock Ljubljana | 57         | 12         |                 | 6               | 2               |                    | 2                  | 0                  |             | -           | -           | 65     | 14     |
| ago. 2010                   | Maribor                     | 1.SNL                       | 5          | 1          | CS              | 0               | 0               | UEL                | 6                  | 3                  | -           | -           | -           | 11     | 4      |
| 2010-2011                   | Palermo                     | A                           | 34         | 8          | CI              | 5               | 0               | UEL                | -                  | -                  | -           | -           | -           | 39     | 8      |
| 2011-2012                   | Palermo                     | A                           | 33         | 2          | CI              | 1               | 3               | UEL                | 2                  | 1                  | -           | -           | -           | 36     | 6      |
| 2012-2013                   | Palermo                     | A                           | 31         | 10         | CI              | 1               | 1               | -                  | -                  | -                  | -           | -           | -           | 32     | 11     |
| Totale Palermo              | Totale Palermo              | Totale Palermo              | 98         | 20         |                 | 7               | 4               |                    | 2                  | 1                  |             | -           | -           | 107    | 25     |
| 2013-2014                   | Fiorentina                  | A                           | 21         | 3          | CI              | 2               | 1               | UEL                | 8                  | 2                  | -           | -           | -           | 31     | 6      |
| 2014-2015                   | Fiorentina                  | A                           | 25         | 8          | CI              | 2               | 0               | UEL                | 7                  | 2                  | -           | -           | -           | 34     | 10     |
| 2015-2016                   | Fiorentina                  | A                           | 30         | 13         | CI              | 1               | 0               | UEL                | 6                  | 2                  | -           | -           | -           | 37     | 15     |
| 2016-2017                   | Fiorentina                  | A                           | 29         | 5          | CI              | 2               | 0               | UEL                | 4                  | 1                  | -           | -           | -           | 36     | 6      |
| Totale Fiorentina           | Totale Fiorentina           | Totale Fiorentina           | 105        | 29         |                 | 7               | 1               |                    | 25                 | 7                  |             | -           | -           | 137    | 37     |
| 2017-2018                   | Atalanta                    | A                           | 31         | 11         | CI              | 4               | 0               | UEL                | 6                  | 4                  | -           | -           | -           | 41     | 15     |
| 2018-2019                   | Atalanta                    | A                           | 31         | 12         | CI              | 5               | 1               | UEL                | 0                  | 0                  | -           | -           | -           | 36     | 13     |
| 2019-2020                   | Atalanta                    | A                           | 26         | 15         | CI              | 1               | 1               | UCL                | 7                  | 5                  | -           | -           | -           | 34     | 21     |
| 2020-2021                   | Atalanta                    | A                           | 28         | 6          | CI              | 4               | 0               | UCL                | 6                  | 1                  | -           | -           | -           | 38     | 7      |
| 2021-2022                   | Atalanta                    | A                           | 20         | 3          | CI              | 0               | 0               | UCL+UEL            | 4+0                | 1                  | -           | -           | -           | 24     | 4      |
| Totale Atalanta             | Totale Atalanta             | Totale Atalanta             | 136        | 47         |                 | 14              | 2               |                    | 23                 | 11                 |             | -           | -           | 173    | 60     |
| 2022-2023                   | Maribor                     | 1.SNL                       | 11         | 2          | CS              | 3               | 0               | UCL+UEL            | -                  | -                  | -           | -           | -           | 14     | 2      |
| 2023-2024                   | Maribor                     | 1.SNL                       | 31         | 8          | CS              | 2               | 0               | UECL               | 3                  | 1                  | -           | -           | -           | 36     | 9      |
| 2024-2025                   | Maribor                     | 1.SNL                       | 20         | 1          | CS              | 0               | 0               | UEL+UECL           | 2+6                | 0+2                | -           | -           | -           | 28     | 3      |
| Totale Maribor              | Totale Maribor              | Totale Maribor              | 67         | 12         |                 | 5               | 0               |                    | 17                 | 6                  |             | -           | -           | 89     | 18     |
| 2025-2026                   | Koper                       | 1.SNL                       | 4          | 0          | CS              | 0               | 0               | UECL               | 3                  | 0                  | -           | -           | -           | 7      | 0      |
| Totale carriera             | Totale carriera             | Totale carriera             | 491        | 123        |                 | 39              | 9               |                    | 72                 | 25                 |             | -           | -           | 602    | 157    |

### Cronologia presenze e reti in nazionale
| Cronologia completa delle presenze e delle reti in nazionale ― Slovenia | Cronologia completa delle presenze e delle reti in nazionale ― Slovenia | Cronologia completa delle presenze e delle reti in nazionale ― Slovenia | Cronologia completa delle presenze e delle reti in nazionale ― Slovenia | Cronologia completa delle presenze e delle reti in nazionale ― Slovenia | Cronologia completa delle presenze e delle reti in nazionale ― Slovenia | Cronologia completa delle presenze e delle reti in nazionale ― Slovenia | Cronologia completa delle presenze e delle reti in nazionale ― Slovenia |
| Data                                                                    | Città                                                                   | In casa                                                                 | Risultato                                                               | Ospiti                                                                  | Competizione                                                            | Reti                                                                    | Note                                                                    |
| ----------------------------------------------------------------------- | ----------------------------------------------------------------------- | ----------------------------------------------------------------------- | ----------------------------------------------------------------------- | ----------------------------------------------------------------------- | ----------------------------------------------------------------------- | ----------------------------------------------------------------------- | ----------------------------------------------------------------------- |
| 11-8-2010                                                               | Lubiana                                                                 | Slovenia                                                                | 2 – 0                                                                   | Australia                                                               | Amichevole                                                              | -                                                                       | 68’                                                                     |
| 3-9-2010                                                                | Maribor                                                                 | Slovenia                                                                | 0 – 1                                                                   | Irlanda del Nord                                                        | Qual. Euro 2012                                                         | -                                                                       | 74’                                                                     |
| 7-9-2010                                                                | Belgrado                                                                | Serbia                                                                  | 1 – 1                                                                   | Slovenia                                                                | Qual. Euro 2012                                                         | -                                                                       | 78’                                                                     |
| 8-10-2010                                                               | Maribor                                                                 | Slovenia                                                                | 5 – 1                                                                   | Fær Øer                                                                 | Qual. Euro 2012                                                         | -                                                                       |                                                                         |
| 12-10-2010                                                              | Tallinn                                                                 | Estonia                                                                 | 0 – 1                                                                   | Slovenia                                                                | Qual. Euro 2012                                                         | -                                                                       | 67’                                                                     |
| 17-11-2010                                                              | Capodistria                                                             | Slovenia                                                                | 1 – 2                                                                   | Georgia                                                                 | Amichevole                                                              | -                                                                       | 46’ 88’                                                                 |
| 9-2-2011                                                                | Tirana                                                                  | Albania                                                                 | 1 – 2                                                                   | Slovenia                                                                | Amichevole                                                              | -                                                                       | 58’                                                                     |
| 25-3-2011                                                               | Lubiana                                                                 | Slovenia                                                                | 0 – 1                                                                   | Italia                                                                  | Qual. Euro 2012                                                         | -                                                                       | 74’                                                                     |
| 29-3-2011                                                               | Belfast                                                                 | Irlanda del Nord                                                        | 0 – 0                                                                   | Slovenia                                                                | Qual. Euro 2012                                                         | -                                                                       | 29’                                                                     |
| 3-6-2011                                                                | Toftir                                                                  | Fær Øer                                                                 | 0 – 2                                                                   | Slovenia                                                                | Qual. Euro 2012                                                         | -                                                                       |                                                                         |
| 10-8-2011                                                               | Lubiana                                                                 | Slovenia                                                                | 0 – 0                                                                   | Belgio                                                                  | Amichevole                                                              | -                                                                       | 57’                                                                     |
| 2-9-2011                                                                | Lubiana                                                                 | Slovenia                                                                | 1 – 2                                                                   | Estonia                                                                 | Qual. Euro 2012                                                         | -                                                                       | 81’                                                                     |
| 6-9-2011                                                                | Firenze                                                                 | Italia                                                                  | 1 – 0                                                                   | Slovenia                                                                | Qual. Euro 2012                                                         | -                                                                       | 56’ 90+2’                                                               |
| 15-11-2011                                                              | Lubiana                                                                 | Slovenia                                                                | 2 – 3                                                                   | Stati Uniti                                                             | Amichevole                                                              | -                                                                       | 46’                                                                     |
| 29-2-2012                                                               | Capodistria                                                             | Slovenia                                                                | 1 – 1                                                                   | Scozia                                                                  | Amichevole                                                              | -                                                                       | 68’                                                                     |
| 26-5-2012                                                               | Kufstein                                                                | Grecia                                                                  | 1 – 1                                                                   | Slovenia                                                                | Amichevole                                                              | -                                                                       | 66’                                                                     |
| 15-8-2012                                                               | Lubiana                                                                 | Slovenia                                                                | 4 – 3                                                                   | Romania                                                                 | Amichevole                                                              | -                                                                       | 72’                                                                     |
| 7-9-2012                                                                | Lubiana                                                                 | Slovenia                                                                | 0 – 2                                                                   | Svizzera                                                                | Qual. Mondiali 2014                                                     | -                                                                       | 61’ 83’                                                                 |
| 11-9-2012                                                               | Oslo                                                                    | Norvegia                                                                | 2 – 1                                                                   | Slovenia                                                                | Qual. Mondiali 2014                                                     | -                                                                       |                                                                         |
| 12-10-2012                                                              | Maribor                                                                 | Slovenia                                                                | 2 – 1                                                                   | Cipro                                                                   | Qual. Mondiali 2014                                                     | -                                                                       | 84’                                                                     |
| 16-10-2012                                                              | Tirana                                                                  | Albania                                                                 | 1 – 0                                                                   | Slovenia                                                                | Qual. Mondiali 2014                                                     | -                                                                       | 38’ 73’                                                                 |
| 14-11-2012                                                              | Skopje                                                                  | Macedonia                                                               | 3 – 2                                                                   | Slovenia                                                                | Amichevole                                                              | -                                                                       | 75’                                                                     |
| 10-9-2013                                                               | Nicosia                                                                 | Cipro                                                                   | 0 – 2                                                                   | Slovenia                                                                | Qual. Mondiali 2014                                                     | 1                                                                       | 59’                                                                     |
| 5-3-2014                                                                | Blida                                                                   | Algeria                                                                 | 2 – 0                                                                   | Slovenia                                                                | Amichevole                                                              | -                                                                       | 58’                                                                     |
| 4-6-2014                                                                | Montevideo                                                              | Uruguay                                                                 | 2 – 0                                                                   | Slovenia                                                                | Amichevole                                                              | -                                                                       | 75’                                                                     |
| 7-6-2014                                                                | La Plata                                                                | Argentina                                                               | 2 – 0                                                                   | Slovenia                                                                | Amichevole                                                              | -                                                                       | 46’                                                                     |
| 8-9-2014                                                                | Tallinn                                                                 | Estonia                                                                 | 1 – 0                                                                   | Slovenia                                                                | Qual. Euro 2016                                                         | -                                                                       | 62’                                                                     |
| 27-3-2015                                                               | Lubiana                                                                 | Slovenia                                                                | 6 – 0                                                                   | San Marino                                                              | Qual. Euro 2016                                                         | 1                                                                       | 72’                                                                     |
| 14-6-2015                                                               | Lubiana                                                                 | Slovenia                                                                | 2 – 3                                                                   | Inghilterra                                                             | Qual. Euro 2016                                                         | -                                                                       | 61’                                                                     |
| 5-9-2015                                                                | Basilea                                                                 | Svizzera                                                                | 3 – 2                                                                   | Slovenia                                                                | Qual. Euro 2016                                                         | -                                                                       | 88’                                                                     |
| 8-9-2015                                                                | Maribor                                                                 | Slovenia                                                                | 1 – 0                                                                   | Estonia                                                                 | Qual. Euro 2016                                                         | -                                                                       |                                                                         |
| 9-10-2015                                                               | Lubiana                                                                 | Slovenia                                                                | 1 – 1                                                                   | Lituania                                                                | Qual. Euro 2016                                                         | -                                                                       | 90+4’                                                                   |
| 12-10-2015                                                              | Serravalle                                                              | San Marino                                                              | 0 – 2                                                                   | Slovenia                                                                | Qual. Euro 2016                                                         | -                                                                       | 34’ 46’                                                                 |
| 14-11-2015                                                              | Leopoli                                                                 | Ucraina                                                                 | 2 – 0                                                                   | Slovenia                                                                | Qual. Euro 2016                                                         | -                                                                       | 63’                                                                     |
| 17-11-2015                                                              | Maribor                                                                 | Slovenia                                                                | 1 – 1                                                                   | Ucraina                                                                 | Qual. Euro 2016                                                         | -                                                                       | 67’                                                                     |
| 23-3-2016                                                               | Capodistria                                                             | Slovenia                                                                | 1 – 0                                                                   | Macedonia                                                               | Amichevole                                                              | -                                                                       | 46’                                                                     |
| 28-3-2016                                                               | Belfast                                                                 | Irlanda del Nord                                                        | 1 – 0                                                                   | Slovenia                                                                | Amichevole                                                              | -                                                                       | 46’                                                                     |
| 30-5-2016                                                               | Malmö                                                                   | Svezia                                                                  | 0 – 0                                                                   | Slovenia                                                                | Amichevole                                                              | -                                                                       | 90’                                                                     |
| 5-6-2016                                                                | Lubiana                                                                 | Slovenia                                                                | 0 – 1                                                                   | Turchia                                                                 | Amichevole                                                              | -                                                                       | 77’                                                                     |
| 4-9-2016                                                                | Vilnius                                                                 | Lituania                                                                | 2 – 2                                                                   | Slovenia                                                                | Qual. Mondiali 2018                                                     | -                                                                       | 46’                                                                     |
| 8-10-2016                                                               | Lubiana                                                                 | Slovenia                                                                | 1 – 0                                                                   | Slovacchia                                                              | Qual. Mondiali 2018                                                     | -                                                                       |                                                                         |
| 11-10-2016                                                              | Lubiana                                                                 | Slovenia                                                                | 0 – 0                                                                   | Inghilterra                                                             | Qual. Mondiali 2018                                                     | -                                                                       |                                                                         |
| 11-11-2016                                                              | Ta' Qali                                                                | Malta                                                                   | 0 – 1                                                                   | Slovenia                                                                | Qual. Mondiali 2018                                                     | -                                                                       |                                                                         |
| 14-11-2016                                                              | Breslavia                                                               | Polonia                                                                 | 1 – 1                                                                   | Slovenia                                                                | Amichevole                                                              | -                                                                       | 53’                                                                     |
| 26-3-2017                                                               | Glasgow                                                                 | Scozia                                                                  | 1 – 0                                                                   | Slovenia                                                                | Qual. Mondiali 2018                                                     | -                                                                       |                                                                         |
| 10-6-2017                                                               | Lubiana                                                                 | Slovenia                                                                | 2 – 0                                                                   | Malta                                                                   | Qual. Mondiali 2018                                                     | 1                                                                       |                                                                         |
| 1-9-2017                                                                | Trnava                                                                  | Slovacchia                                                              | 1 – 0                                                                   | Slovenia                                                                | Qual. Mondiali 2018                                                     | -                                                                       |                                                                         |
| 4-9-2017                                                                | Lubiana                                                                 | Slovenia                                                                | 4 – 0                                                                   | Lituania                                                                | Qual. Mondiali 2018                                                     | 2                                                                       | 85’                                                                     |
| 5-10-2017                                                               | Londra                                                                  | Inghilterra                                                             | 1 – 0                                                                   | Slovenia                                                                | Qual. Mondiali 2018                                                     | -                                                                       |                                                                         |
| 8-10-2017                                                               | Lubiana                                                                 | Slovenia                                                                | 2 – 2                                                                   | Scozia                                                                  | Qual. Mondiali 2018                                                     | -                                                                       |                                                                         |
| 23-3-2018                                                               | Klagenfurt am Wörthersee                                                | Austria                                                                 | 3 – 0                                                                   | Slovenia                                                                | Amichevole                                                              | -                                                                       | 66’ 77’                                                                 |
| 27-3-2018                                                               | Lubiana                                                                 | Slovenia                                                                | 0 – 2                                                                   | Bielorussia                                                             | Amichevole                                                              | -                                                                       | 46’                                                                     |
| 13-10-2018                                                              | Oslo                                                                    | Norvegia                                                                | 1 – 0                                                                   | Slovenia                                                                | UEFA Nations League 2018-2019 - 1º turno                                | -                                                                       | 61’                                                                     |
| 16-10-2018                                                              | Lubiana                                                                 | Slovenia                                                                | 1 – 1                                                                   | Cipro                                                                   | UEFA Nations League 2018-2019 - 1º turno                                | -                                                                       | 1’, 90’                                                                 |
| 19-11-2018                                                              | Sofia                                                                   | Bulgaria                                                                | 1 – 1                                                                   | Slovenia                                                                | UEFA Nations League 2018-2019 - 1º turno                                | -                                                                       | cap.                                                                    |
| 21-3-2019                                                               | Haifa                                                                   | Israele                                                                 | 1 – 1                                                                   | Slovenia                                                                | Qual. Euro 2020                                                         | -                                                                       |                                                                         |
| 24-3-2019                                                               | Lubiana                                                                 | Slovenia                                                                | 1 – 1                                                                   | Macedonia del Nord                                                      | Qual. Euro 2020                                                         | -                                                                       | 19’                                                                     |
| 7-6-2019                                                                | Vienna                                                                  | Austria                                                                 | 1 – 0                                                                   | Slovenia                                                                | Qual. Euro 2020                                                         | -                                                                       |                                                                         |
| 10-6-2019                                                               | Riga                                                                    | Lettonia                                                                | 0 – 5                                                                   | Slovenia                                                                | Qual. Euro 2020                                                         | 2                                                                       |                                                                         |
| 6-9-2019                                                                | Lubiana                                                                 | Slovenia                                                                | 2 – 0                                                                   | Polonia                                                                 | Qual. Euro 2020                                                         | -                                                                       |                                                                         |
| 9-9-2019                                                                | Lubiana                                                                 | Slovenia                                                                | 3 – 2                                                                   | Israele                                                                 | Qual. Euro 2020                                                         | -                                                                       | 58’                                                                     |
| 10-10-2019                                                              | Skopje                                                                  | Macedonia del Nord                                                      | 2 – 1                                                                   | Slovenia                                                                | Qual. Euro 2020                                                         | 1                                                                       |                                                                         |
| 13-10-2019                                                              | Lubiana                                                                 | Slovenia                                                                | 0 – 1                                                                   | Austria                                                                 | Qual. Euro 2020                                                         | -                                                                       |                                                                         |
| 16-11-2019                                                              | Lubiana                                                                 | Slovenia                                                                | 1 – 0                                                                   | Lettonia                                                                | Qual. Euro 2020                                                         | -                                                                       |                                                                         |
| 19-11-2019                                                              | Varsavia                                                                | Polonia                                                                 | 3 – 2                                                                   | Slovenia                                                                | Qual. Euro 2020                                                         | 1                                                                       |                                                                         |
| 11-11-2020                                                              | Lubiana                                                                 | Slovenia                                                                | 0 – 0                                                                   | Azerbaigian                                                             | Amichevole                                                              | -                                                                       | cap. 66’                                                                |
| 15-11-2020                                                              | Lubiana                                                                 | Slovenia                                                                | 2 – 1                                                                   | Kosovo                                                                  | UEFA Nations League 2020-2021 - 1º turno                                | 1                                                                       | cap. 90+6’                                                              |
| 18-11-2020                                                              | Atene                                                                   | Grecia                                                                  | 0 – 0                                                                   | Slovenia                                                                | UEFA Nations League 2020-2021 - 1º turno                                | -                                                                       | 56’ 90+2’                                                               |
| 24-3-2021                                                               | Lubiana                                                                 | Slovenia                                                                | 1 – 0                                                                   | Croazia                                                                 | Qual. Mondiali 2022                                                     | -                                                                       | 87’                                                                     |
| 27-3-2021                                                               | Soči                                                                    | Russia                                                                  | 2 – 1                                                                   | Slovenia                                                                | Qual. Mondiali 2022                                                     | 1                                                                       |                                                                         |
| 30-3-2021                                                               | Strovolos                                                               | Cipro                                                                   | 1 – 0                                                                   | Slovenia                                                                | Qual. Mondiali 2022                                                     | -                                                                       | 38’                                                                     |
| 1-6-2021                                                                | Skopje                                                                  | Macedonia del Nord                                                      | 1 – 1                                                                   | Slovenia                                                                | Amichevole                                                              | -                                                                       | 62’                                                                     |
| 4-6-2021                                                                | Capodistria                                                             | Slovenia                                                                | 6 – 0                                                                   | Gibilterra                                                              | Amichevole                                                              | 2                                                                       | cap.                                                                    |
| 1-9-2021                                                                | Lubiana                                                                 | Slovenia                                                                | 1 – 1                                                                   | Slovacchia                                                              | Qual. Mondiali 2022                                                     | -                                                                       | 66’                                                                     |
| 7-9-2021                                                                | Spalato                                                                 | Croazia                                                                 | 3 – 0                                                                   | Slovenia                                                                | Qual. Mondiali 2022                                                     | -                                                                       | 54’                                                                     |
| 8-10-2021                                                               | Ta' Qali                                                                | Malta                                                                   | 0 – 4                                                                   | Slovenia                                                                | Qual. Mondiali 2022                                                     | 2                                                                       | 72’                                                                     |
| 11-10-2021                                                              | Maribor                                                                 | Slovenia                                                                | 1 – 2                                                                   | Russia                                                                  | Qual. Mondiali 2022                                                     | 1                                                                       |                                                                         |
| 11-11-2021                                                              | Trnava                                                                  | Slovacchia                                                              | 2 – 2                                                                   | Slovenia                                                                | Qual. Mondiali 2022                                                     | -                                                                       | 85’                                                                     |
| 14-11-2021                                                              | Lubiana                                                                 | Slovenia                                                                | 2 – 1                                                                   | Cipro                                                                   | Qual. Mondiali 2022                                                     | -                                                                       |                                                                         |
| 4-6-2024                                                                | Lubiana                                                                 | Slovenia                                                                | 2 – 1                                                                   | Armenia                                                                 | Amichevole                                                              | 1                                                                       | 59’                                                                     |
| 8-6-2024                                                                | Lubiana                                                                 | Slovenia                                                                | 1 – 1                                                                   | Bulgaria                                                                | Amichevole                                                              | -                                                                       | 61’                                                                     |
| 25-6-2024                                                               | Colonia                                                                 | Inghilterra                                                             | 0 – 0                                                                   | Slovenia                                                                | Euro 2024 - 1º turno                                                    | -                                                                       | 75’                                                                     |
| 1-7-2024                                                                | Francoforte sul Meno                                                    | Portogallo                                                              | 0 – 0 dts (3 – 0 dtr)                                                   | Slovenia                                                                | Euro 2024 - Ottavi di finale                                            | -                                                                       | 106’                                                                    |
| 9-9-2024                                                                | Lubiana                                                                 | Slovenia                                                                | 3 – 0                                                                   | Kazakistan                                                              | UEFA Nations League 2024-2025 - 1º turno                                | -                                                                       | 78’                                                                     |
| 10-10-2024                                                              | Oslo                                                                    | Norvegia                                                                | 3 – 0                                                                   | Slovenia                                                                | UEFA Nations League 2024-2025 - 1º turno                                | -                                                                       | 79’                                                                     |
| 13-10-2024                                                              | Almaty                                                                  | Kazakistan                                                              | 0 – 1                                                                   | Slovenia                                                                | UEFA Nations League 2024-2025 - 1º turno                                | -                                                                       | 42’ 72’                                                                 |
| Totale                                                                  |                                                                         | Presenze (5º posto)                                                     | 86                                                                      |                                                                         | Reti (3º posto)                                                         | 17                                                                      |                                                                         |

## Palmarès

### Club

#### Competizioni nazionali
- Coppa di Slovenia: 1

Interblock: 2008-2009

### Individuale
- Gran Galà del calcio AIC: 1

Squadra dell'anno: 2019
- Calciatore sloveno dell'anno: 1

2019